# Mongolojassus dauricus
Mongolojassus dauricus är en insektsart som beskrevs av Alexander Fyodorovich Emeljanov 1964. Mongolojassus dauricus ingår i släktet Mongolojassus och familjen dvärgstritar. Inga underarter finns listade i Catalogue of Life.